# Contagion (film, 2011)
Pour les articles homonymes, voir Contagion (homonymie).
Pour plus de détails, voir Fiche technique et Distribution.
Contagion est un thriller d’anticipation américain réalisé par Steven Soderbergh et sorti en 2011.
Le film est présenté à la Mostra de Venise 2011. Il reçoit de bonnes critiques dans la presse et un semi-échec commercial. Il met en scène une contagion fictive d’une maladie transmissible transmise par l’homme.  
Le film connaît un regain de popularité en 2020, au moment de la pandémie de Covid-19. 

## Synopsis
La rapide progression d’un virus mortel tue les personnes contaminées en quelques jours. Les premières minutes du film illustrent les modes de transmission de ce virus à partir d’une poignée de personnages, puis sa propagation. De gros plans sur des poignées de portes, des verres échangés, des boutons d’ascenseurs ou des cartes de crédit, suggèrent les supports de cette transmission. Ces moments du film racontent les aspects aléatoires de l’émergence de la maladie, l’importance des interactions sociales et le rôle prédominant des lieux très denses. L’épidémie cesse d’être locale pour devenir pandémie, par la mobilité des personnes, passant par l’usage de métro, de bateau, d’avion, etc.
Au même moment, un complotiste Alan Krudwiede (Jude Law) commence une campagne de désinformation à partir de la vidéo d'un homme s'effondrant dans le métro Hongkongais. Le docteur Erin Mears (Kate Winslet) explique l’importance du taux de reproduction de base de la maladie et introduit de fait la notion de modèles compartimentaux en épidémiologie. Alors que l’épidémie se propage à grande vitesse, la communauté médicale mondiale tente, dans une course effrénée contre la montre, de trouver un remède et de contrôler la panique qui se répand encore plus vite que le virus : les gens se battent pour survivre dans une société qui se désagrège. Finalement, après plusieurs millions de victimes, un vaccin est trouvé et distribué à la population. 
Épilogue : Beth Emhoff (Gwyneth Paltrow), la première victime du virus, l'avait contracté lors d’un voyage à Hong Kong, par l'intermédiaire d'un cuisinier ayant manipulé un cochon, lui-même contaminé par une chauve-souris : c'était le patient zéro,.

## Fiche technique
- Titre original, français et québécois : Contagion
- Réalisation : Steven Soderbergh
- Scénario : Scott Z. Burns
- Musique : Cliff Martinez
- Direction artistique : Abdellah Baadil, David Lazan, Simon Dobbin et Lydia Zoe
- Décors : Howard Cummings
- Costumes : Louise Frogley
- Photographie : Steven Soderbergh
- Son : Larry Blake,
- Montage : Stephen Mirrione
- Production : Gregory Jacobs, Michael Shamberg et Stacey Sher ; Michele Vallillo et Jinnie Pak[3]

Production exécutive : Zakaria Alaoui (Casablanca) ; Chen On Chu (Hong Kong)
Production déléguée : Jonathan King, Jeff Skoll, Michael Polaire et Ricky Strauss
- Sociétés de production[4] :
  - États-Unis : Double Feature Films[5], Digital Image Associates, en association avec Participant, avec la participation de Warner Bros.
  - Émirats arabes unis : en association avec Image Nation Abu Dhabi[6]
- Sociétés de distribution : Warner Bros.
- Budget : 60 millions de $[7]
- Pays de production :  États-Unis,  Émirats arabes unis,  Hong Kong
- Langues originales : anglais, mandarin et cantonais
- Format[8] : couleur - 35 mm / 70 mm / D-Cinema - 1,85:1 (Panavision) - son Dolby Digital | SDDS | Datasat
- Genre : drame, science-fiction, thriller
- Durée : 106 minutes
- Dates de sortie[9] :
  - Hong Kong : 8 septembre 2011
  - États-Unis, Canada : 9 septembre 2011
  - France, Belgique : 9 novembre 2011
- Classification[10] :
  -  États-Unis : Accord parental recommandé, film déconseillé aux moins de 13 ans (certificat #47021) (PG-13 - Parents Strongly Cautioned)[Note 1].
  -  Hong Kong : Ne convient pas aux jeunes et aux enfants (IIB - Catégorie Deux-B)[Note 2].
  -  France : Tous publics avec avertissement (visa d'exploitation no 131201 délivré le 20 octobre 2011)[11].
  -  Québec : Tous publics (G - General Rating).

## Distribution
- Marion Cotillard (VF et VQ : elle-même) : le docteur Leonora Orantes
- Matt Damon (VF : Damien Boisseau et VQ : Gilbert Lachance) : Mitch Emhoff
- Laurence Fishburne (VF : Paul Borne et VQ : Patrick Chouinard) : le docteur Ellis Cheever
- Jude Law (VF : Jean-Pierre Michaël et VQ : Martin Watier) : Alan Krumwiede
- Gwyneth Paltrow (VF : Barbara Kelsch et VQ : Isabelle Leyrolles) : Beth Emhoff
- Kate Winslet (VF : Armelle Gallaud et VQ : Camille Cyr-Desmarais) : le docteur Erin Mears
- Jennifer Ehle (VF : Anne Rondeleux et VQ : Mélanie Laberge) : le docteur Ally Hextall
- John Hawkes (VF : Jean-Michel Fête et VQ : Alain Zouvi) : Roger
- Elliott Gould (VF : Bernard Tiphaine et VQ : Jean-François Blanchard) : le docteur Ian Sussman
- Sanaa Lathan (VF : Annie Milon) : Aubrey Cheever
- Bryan Cranston (VF : Serge Biavan et VQ : Daniel Lesourd) : Lyle Haggerty
- Demetri Martin (VF : Sébastien Desjours et VQ : Philippe Martin) : le docteur David Eisenberg
- Monique Gabriela Curnen (VF : Vanina Pradier et VQ : Catherine Proulx-Lemay) : Lorraine Vasquez
- Armin Rohde (VF : Peter Wollasch et VQ : Vincent Davy) : Damian Leopold
- Anna Jacoby-Heron (VF : Émilie Rault) : Jory Emhoff
- Enrico Colantoni : Dennis French
- Chin Han (VF : Stéphane Fourreau) : Seun Feng
- Steven Soderbergh (VF : Patrick Béthune) : Jon Neal (caméo vocal non crédité[12])
- Daria Strokous (en) : Irina
- Rebecca Spence : la femme de Jon Neal

Légende doublage : version française (VF) et version québécoise (VQ)

## Production

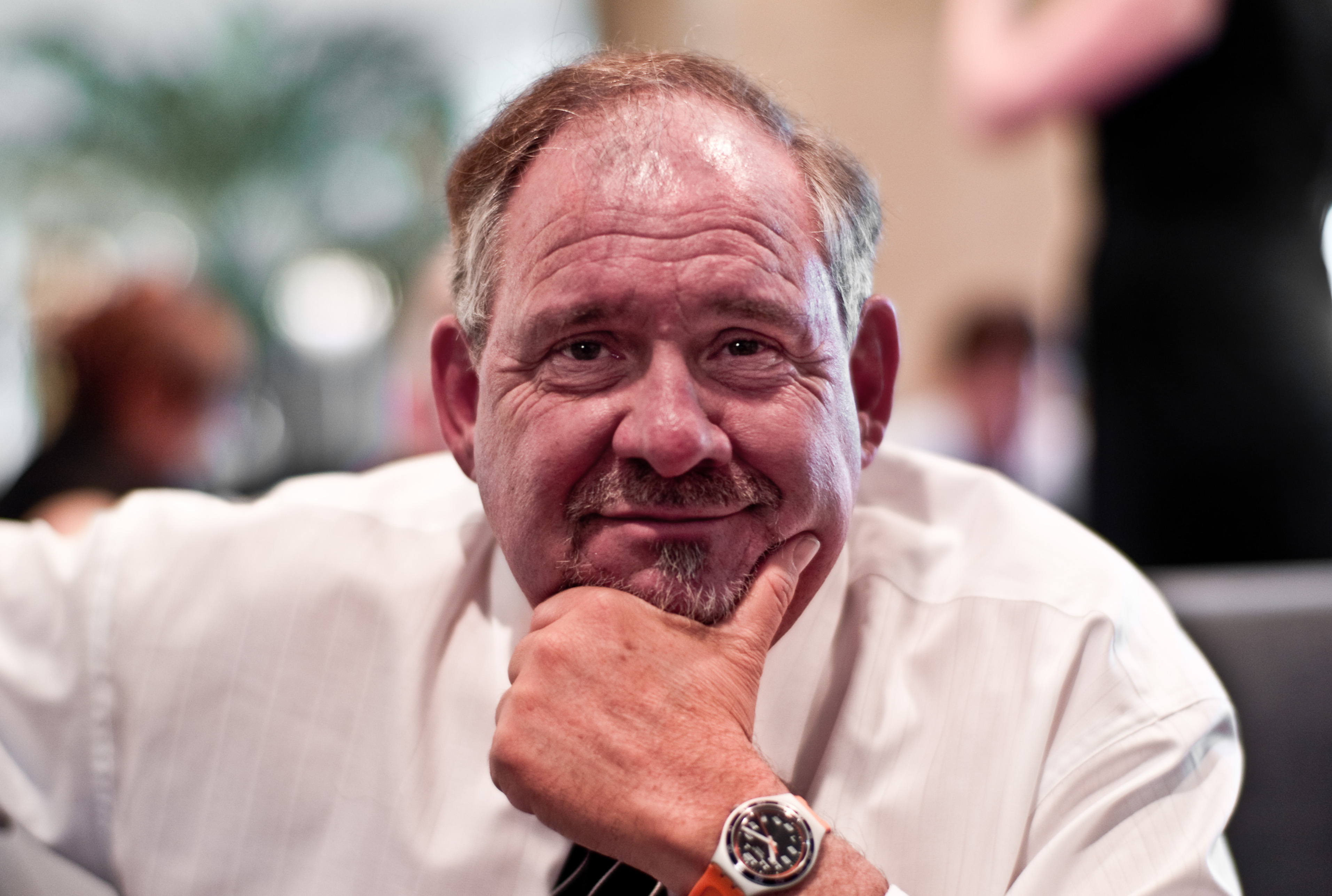
L'épidémiologiste Larry Brilliant, ici en 2009, est l'un des consultants scientifiques du film.

### Genèse et développement
Les prémices de Contagion apparaissent durant la précédente collaboration entre le scénariste Scott Z. Burns et Steven Soderbergh pour The Informant!. Le duo imagine un temps faire un film biographique sur Leni Riefenstahl, une réalisatrice allemande très liée à la propagande nazie. Steven Soderbergh préfère abandonner l'idée, pensant que le film n'intéressera pas le public. De son côté, Scott Z. Burns est fasciné par l'idée d'une maladie transmissible et suggère de faire un thriller sur une situation de pandémie,.
Le scénariste contacte alors l'épidémiologiste Larry Brilliant, connu pour son travail sur l'éradication de la variole, comme consultant. Ce dernier lui présente un autre spécialiste, W. Ian Lipkin (en), directeur de la Mailman School de l'Université Columbia. Cela permet alors à la production d'accéder à de nombreux éléments de l'Organisation mondiale de la santé. Scott Z. Burns rencontre également l'auteur de The Coming Plague, Laurie Garrett, dont l'ouvrage offre de multiples intrigues possibles au scénariste. W. Ian Lipkin explique que le virus du film se rapproche du virus Nipah, apparu en Malaisie en 1998.

### Attribution des rôles
Ce film marque la sixième collaboration entre Steven Soderbergh et Matt Damon, après la Trilogie Ocean's (2001-2007), Che, 2e partie : Guerilla (2008) et The Informant! (2009).
Jennifer Connelly était le premier choix pour incarner Beth Emhoff. Le rôle reviendra finalement à Gwyneth Paltrow.

### Tournage
Le tournage débute à Hong Kong en septembre 2010, notamment à Tsuen Wan, Aberdeen, sur le pont Tsing Ma, à l'aéroport international, à l'InterContinental Hong Kong ou encore à Tsim Sha Tsui. Il se poursuit à Chicago (aéroport international O'Hare, General Jones Armory, pont Henry Ford, aéroport Midway...) et dans plusieurs autres villes de l'Illinois (Western Springs, Naperville, Elgin, Glencoe, Glenview, Wilmette, Skokie, Waukegan et Downers Grove). Il a également lieu à Atlanta, San Francisco (Candlestick Park, Golden Gate Park, hôtel de ville, bureaux du San Francisco Chronicle...), Londres (Commercial Street), Casablanca et Genève,.

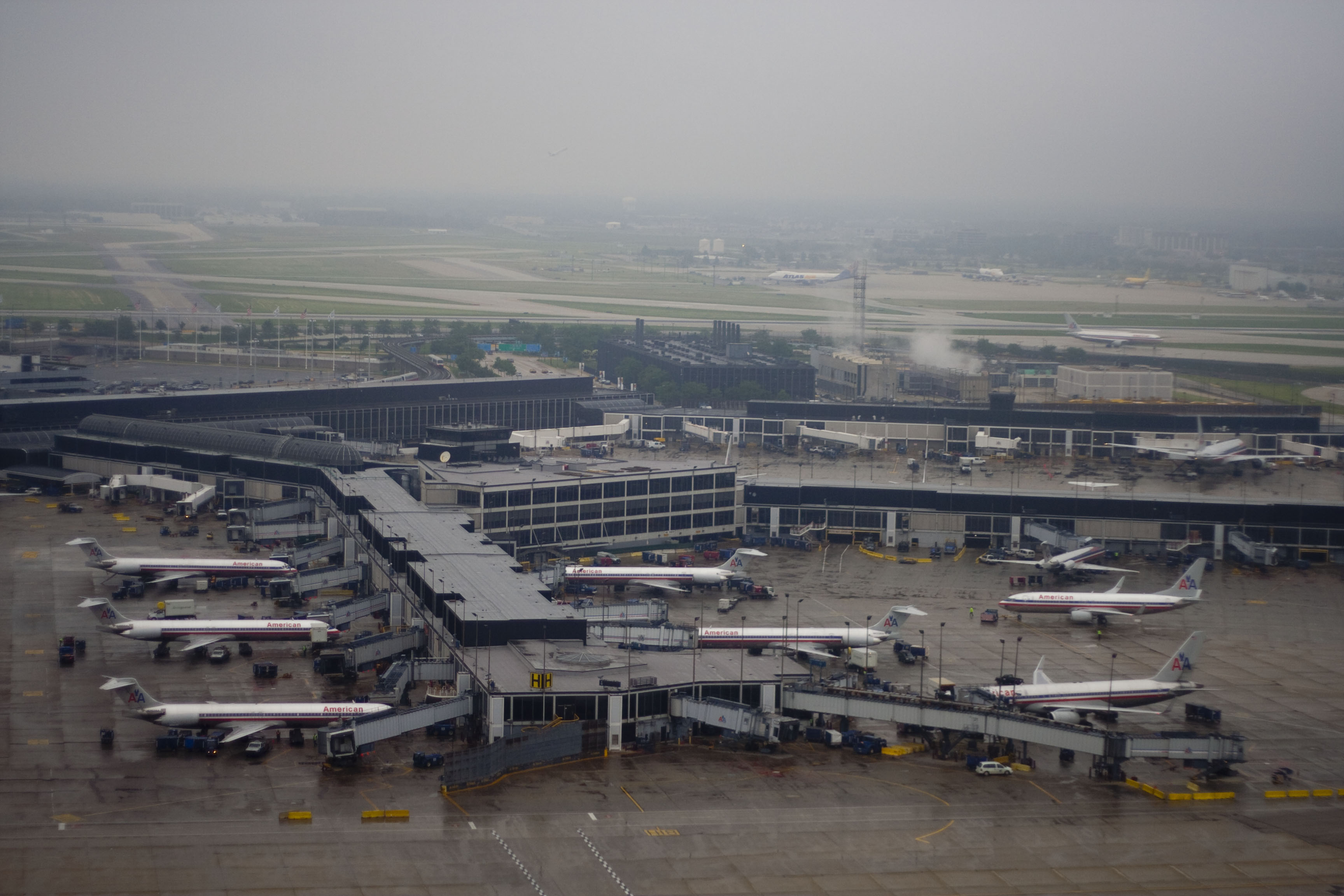
L'aéroport international O'Hare de Chicago
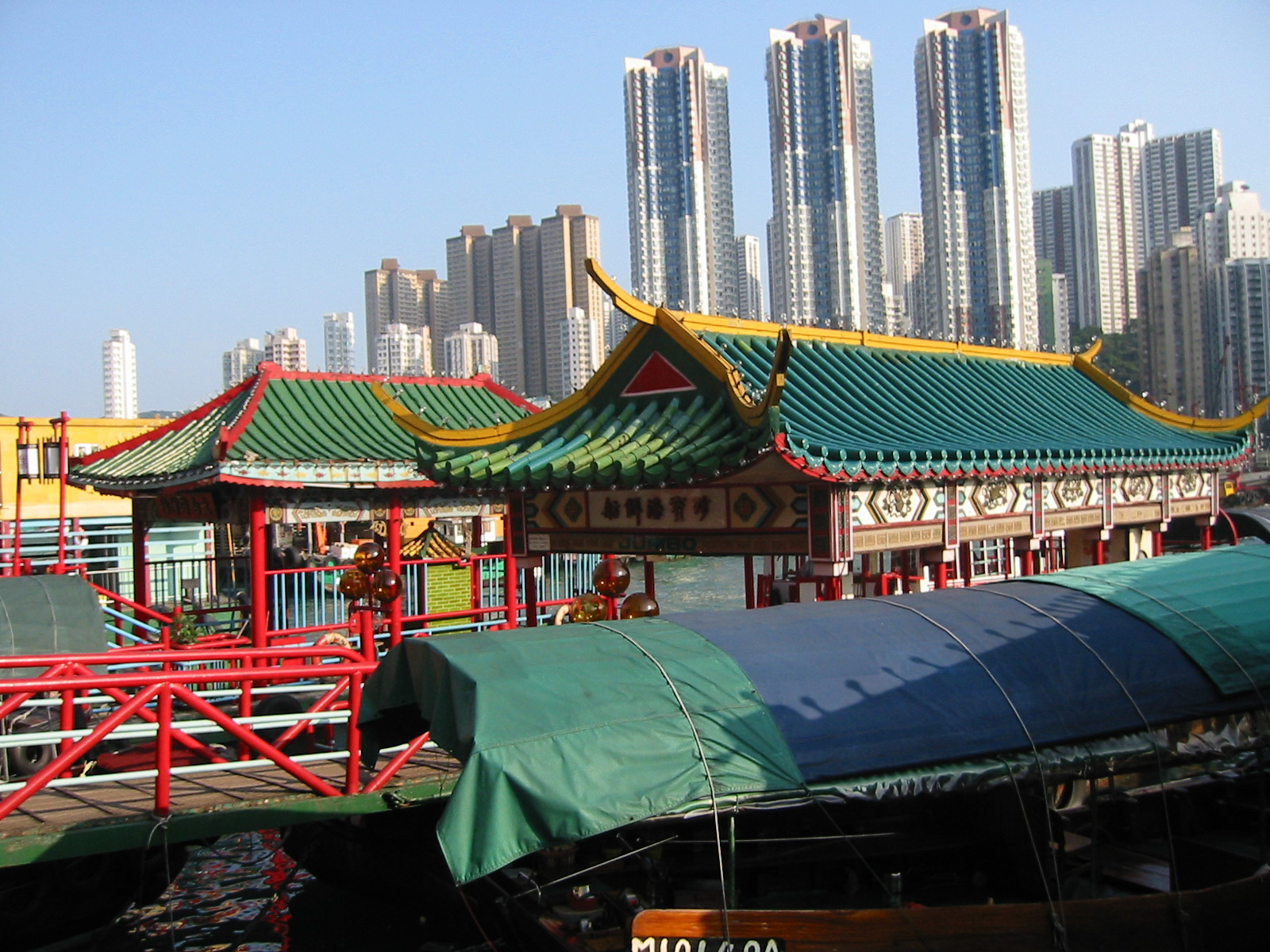
Aberdeen (Hong Kong) et ses restaurants flottants
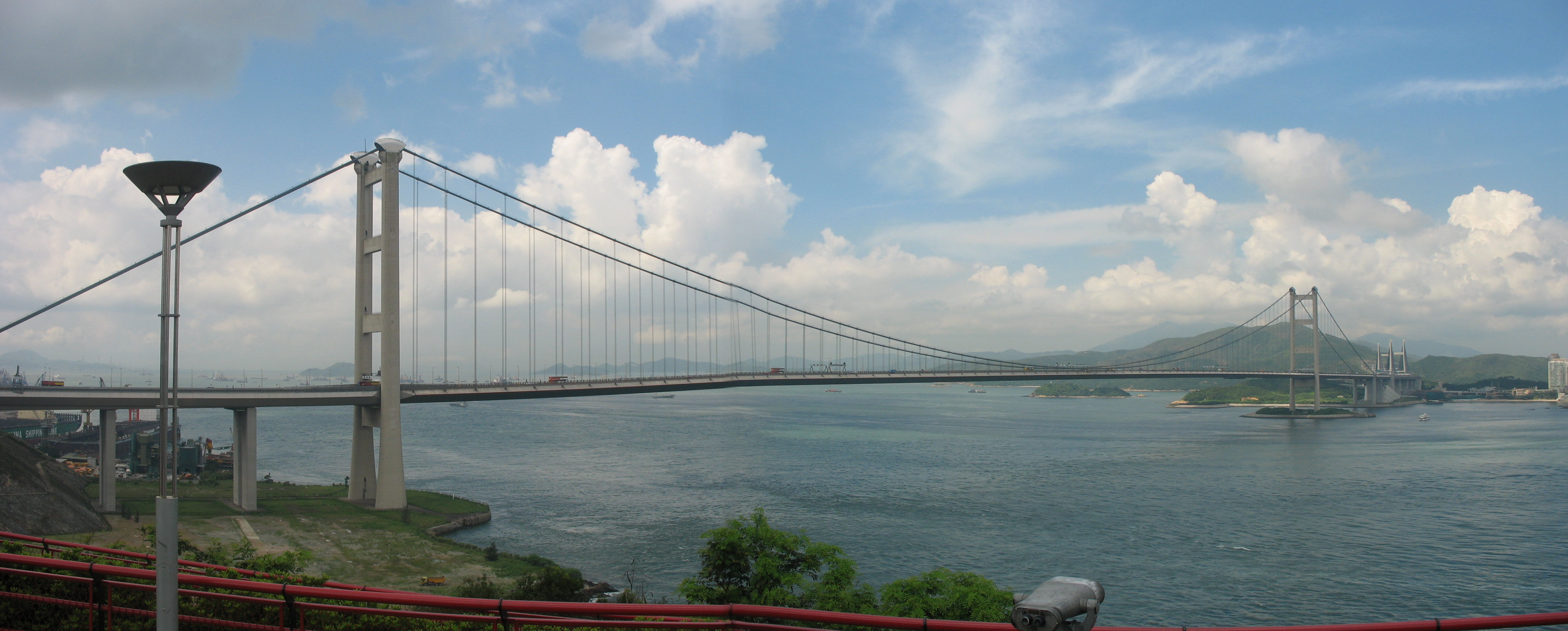
Le pont Tsing Ma

Le film est tourné avec des caméras Red One MX proposant une qualité d'image supérieure à 4K.

## Bande originale
La musique du film est composée par Cliff Martinez. Après avoir travaillé avec de nombreux autres personnes, le réalisateur Steven Soderbergh retrouve ainsi le compositeur de ses débuts, avec lequel il signe ici sa 10e collaboration.
Liste des titres
1. They're Calling My Flight - 3:02
2. Chrysanthemum Complex - 2:36
3. Placebo - 0:25
4. Move Away From The Table - 1:49
5. The Birds Are Doing That - 1:35
6. Get Off The Bus - 2:03
7. 100 Doses - 1:46
8. Affected Cities - 2:48
9. Bad Day To Be A Rhesus Monkey - 2:25
10. I'm Sick - 1:29
11. Get Us To The Front Of The Line - 2:00
12. Don't Tell Anyone - 2:13
13. Forsythia - 2:48
14. It's Mutated - 2:22
15. Merry Christmas - 1:39
16. They Didn't Touch Me - 2:02
17. There's Nothing In There - 1:52
18. Handshake - 4:16
19. Bat & Pig - 2:39
20. Contagion - 3:37

## Accueil

### Promotion
Avant la sortie du film, Warner Bros. Canada a eu une idée très spéciale pour promouvoir le film. Derrière une vitrine de Toronto, deux boîtes de Petri contenant de fausses bactéries et de faux champignons étaient exposées. Au fil des jours, ces « spécimens » se rassemblent pour former le mot contagion ainsi qu'un symbole biohazard, le jour de la sortie du film,.

### Accueil critique
Contagion reçoit en majorité des critiques positives, Rotten Tomatoes rapporte que 84 % des 97 critiques ont donné un avis positif sur le film, avec une bonne moyenne de 7,2⁄10. La critique qui fait le plus consensus est « tendu, doté d'une intrigue au cordeau, poussée par une distribution 3 étoiles, Contagion est un film-catastrophe extrêmement futé et terrifiant. ». L'agrégateur Metacritic donne une note de 70 sur 100 indiquant des « critiques positives ». En France, le site Allociné compile 30 titres de presse, pour une note moyenne de 3,2⁄5.

### Box-office
Avec son budget supérieur à 60 millions de dollars (le plus élevé du réalisateur après la trilogie Ocean), Contagion ne rencontre pas un énorme succès dans le monde.
| Pays ou région    | Box-office      | Date d'arrêt du box-office | Nombre de semaines |
| ----------------- | --------------- | -------------------------- | ------------------ |
| États-Unis Canada | 75 658 097 USD  | 15 décembre 2011           | 14                 |
| France            | 686 151 entrées | 29 novembre 2011           | 3                  |
| Total mondial     | 136 515 867 USD | -                          | -                  |

## Distinctions
Entre 2011 et 2012, Contagion a été sélectionné 21 fois dans diverses catégories et a remporté 2 récompenses,.

### Distinctions 2011
| Festivals de cinéma                                                      | Catégorie / Récompense                                   | Nommé(es) / Lauréat(es) | Nommé(es) / Lauréat(es) |
| ------------------------------------------------------------------------ | -------------------------------------------------------- | --- | ----------------------- |
| Arras Film Festival                                                      | Avant-premières                                          | Steven Soderbergh | Nomination              |
| Festival international du film de Catalogne                              | Panorama fantastique                                     | Steven Soderbergh | Nomination              |
| Festival du film de Zurich                                               | Avant-premières                                          | Steven Soderbergh | Nomination              |
| Festival du film de Zurich                                               | Film d'ouverture                                         | Steven Soderbergh | Nomination              |
| Festival international du film de Venise                                 | Longs métrages - Hors-compétition                        | Steven Soderbergh | Nomination              |
| Irina Palm d'Or                                                          | Pire acteur britannique dans un second rôle              | Jude Law | Nomination              |
| Prix du cinéma hollywoodien                                              | Prix du film hollywoodien du Meilleur monteur de l'année | Stephen Mirrione | Lauréat                 |
| Prix Rondo Hatton horreur classique (Rondo Hatton Classic Horror Awards) | Meilleur film                                            | Steven Soderbergh | Nomination              |
| Société des critiques de films de Phoenix                                | Meilleur ensemble d'acteurs                              | Gwyneth Paltrow, Kate Winslet, Jude Law, Laurence Fishburne, Marion Cotillard, Sanaa Lathan, Matt Damon, John Hawkes, Bryan Cranston et Jennifer Ehle | Nomination              |
| Sondage de l'hebdomadaire The Village Voice                              | Meilleure actrice dans un second rôle                    | Jennifer Ehle (10ème place) | Nomination              |

### Distinctions 2012
| Festivals de cinéma                                                           | Catégorie / Récompense                                       | Nommé(es) / Lauréat(es)             | Nommé(es) / Lauréat(es) |
| ----------------------------------------------------------------------------- | ------------------------------------------------------------ | ----------------------------------- | ----------------------- |
| Académie des films de science-fiction, fantastique et d'horreur - Prix Saturn | Meilleur film d'horreur / thriller                           | -                                   | Nomination              |
| Association des critiques de cinéma de Géorgie                                | Meilleure musique originale                                  | Cliff Martinez                      | Nomination              |
| Association des critiques de cinéma de Géorgie                                | Meilleur ensemble                                            | -                                   | Nomination              |
| Prix Bobine Noire                                                             | Meilleur acteur dans un second rôle                          | Laurence Fishburne                  | Nomination              |
| Prix de la bande-annonce d'or                                                 | Prix de la bande-annonce d’or du Meilleur spot TV à suspense | Warner Bros. et Seismic Productions | Lauréat                 |
| Prix Fangoria Chainsaw                                                        | Meilleur compositeur                                         | Cliff Martinez                      | Nomination              |
| Prix Jupiter                                                                  | Meilleure actrice internationale                             | Kate Winslet                        | Nomination              |
| Prix Jupiter                                                                  | Meilleur acteur international                                | Matt Damon                          | Nomination              |
| Prix mondiaux de la bande originale                                           | Meilleur compositeur de la bande originale de l'année        | Cliff Martinez                      | Nomination              |
| Prix NAACP de l'image                                                         | Meilleur acteur dans un film                                 | Laurence Fishburne                  | Nomination              |
| Société des critiques de cinéma de Denver                                     | Meilleur scénario                                            | Scott Z. Burns                      | Nomination              |

## Analyse
En 1950, dans Panique dans la rue, Elia Kazan avait déjà mis en scène la propagation d'une maladie : un immigré clandestin, atteint de la peste bubonique infecte ses assassins, qui risquent de propager la maladie s’ils ne sont pas arrêtés à temps. Mais cette maladie ne provoque pas dans ce film une épidémie. En 1995, par contre dans Alerte !, Wolfgang Petersen imagine une épidémie, qui reste cependant circonscrite au seul État de Californie. Le thème de ce film s'inspire d’Ebola.
Le film Contagion fait davantage référence à la grippe de 1918, par sa virulence et sa propagation, et évoque une pandémie mondiale. L'hypothèse de départ du film Contagion est jugée alarmiste à sa sortie, mais les scientifiques reconnaissent la précision et le réalisme du scénario, résultant du travail du scénariste du film, Scott Z. Burns, avec des chercheurs en épidémiologie.

## Nouvelle exposition lors du covid
En 2020, le film bénéficie d'une nouvelle exposition lors de la pandémie de maladie à coronavirus en raison des similitudes avec le scénario : les deux épidémies, réelle et fictive, se répandent depuis la Chine, ont été probablement transmises à l'origine par des chauves-souris, et se propagent rapidement à travers le monde, tuant des victimes présentant des symptômes pseudo-grippaux,. En février 2020, le film atteint le rang no 10 des films les plus téléchargés sur iTunes, juste derrière Joker et Parasite,. Le scénariste Scott Z. Burns indique  ne pas être surpris de ces similitudes, rappelant que les experts qu'il avait sollicités pour l'écriture étaient convaincus de la survenue d'un tel épisode à terme.
Fin mars 2020, plusieurs des têtes d'affiche de la distribution de ce long métrage, comme Marion Cotillard, Matt Damon, ou encore Kate Winslet, sont sollicitées par des chercheurs de l'université Columbia pour décortiquer des fakes news sur la pandémie et rappeler les consignes sanitaires les plus importantes, dans plusieurs vidéos.